# 死して咲く花、実のある夢
『死して咲く花、実のある夢』（ししてさくはな、みのあるゆめ）は、神林長平のSF小説である。1991年11月・12月にかけて「SFアドベンチャー」に連載された。1992年2月に徳間書店からハードカバー版が、1996年10月にハヤカワ文庫から文庫版が発売されている。

## ストーリー
時は近未来（登場人物の台詞から2020年頃と思われる）。「ネコさがし」のコード名を与えられた情報軍・首都圏情報防衛軍団所属の三名の兵士は、産業廃棄物に埋もれ、平野と化した信州で作戦行動を行っていた。作戦名は「マタタビ作戦」。「マタタビ装置」という情報収集装置を用いて、行方不明になった内閣総理大臣・大鳥居佳太（おおとりい けいた）の愛猫オットーを探し出せというものだ。オットーの脳には、人類の未来を左右する非常に重要な情報が入力されているという。
三人が乗る情報車「秋月」はオットーが行方不明になった議員会館近くで捜索を始めたが、マタタビ装置を起動させる直前、情報車の外の風景が様変わりした。無人の荒野やゴミの山が延々と広がり、情報車のシステムがゴミ山の下に30年前の街を発見し、衛星軌道上にはナヴスターではなく未知の航法支援衛星が機能している。更に、情報軍司令部とも連絡がつかなくなってしまった。
ネコさがしチームの隊長・降旗少尉は、ハンドキャノンで空を飛んでいたシロナガスクジラからかすめ取った肉を、部下と共にステーキにして食べながら、二人の部下に対し、「いろいろ考えてみるに、我々が今いるところは、死後の世界であるという見方が一番現実的である」と告げる。

## キャラクター
降旗勝（ふるはた まさる）
ネコさがしチームの隊長を務める情報少尉。現実的・理論的な性格をしており、「死とはコミュニケーションが不能になる事である」という信念を持っている。出身地は長野県松本で、1991年8月3日生まれ。父方の祖父母は温泉旅館を経営していたが、祖父の死後に作家志望のフリーターだった父親が手放している。父に嫌気がさして情報軍に入隊、元々は兵卒だったがその才能を上官が見抜き、幹部になるべく情報防衛大に入学・卒業して士官となった。
知念翔起（ちねん しょうき）
ネコさがしチームに所属する情報軍曹。36歳。ユーモリストでよく大黒をからかっている。母方の祖父が住職（知念曰く「生臭坊主」）だったため、仏教関連の知識が豊富。出身地は出雲崎町で、サラリーマンだった父が交通事故死し、その後母が過労死したため情報軍に入隊した。
大黒桂（だいこく かつら）
ネコさがしチームに所属する一等情報士。任務に実直。また、一人称を「僕」にしてしまう癖がある。父親は脳をやられる病気で寝たきりになって死亡しており、母親も父親の看病による過労で死んでしまったという。
斉藤進（さいとう すすむ）
元都知事で、既に肝臓の病で病死している。最初にネコさがしチームが発見した際には空から降ってきた旧都庁ビルに宙吊りの死体としてぶら下がっていたが、後に生前と同様の状態でネコさがしチームと再接触する。
メッセンジャー
オットーの捜索中にネコさがしチームが接触した、情報軍本部が送り込んだメッセンジャー。名前は「金井（かない）」であると思われる。軍人ではなく民間のソフトデザイナーで、自らがデザインした「チャネリング・ヘッド」が情報軍に危険視されたため、捕らえられた上で「死後の世界」にいるであろうネコさがしチームと連絡させるべく月面基地で殺された後、ネコさがしチームの前に現れる。
重柳（しげやなぎ）
情報軍・八〇一開発技研隊所属の中佐。「人間の脳は高度な通信機である」という考えを持ち、その発想に基づいてマタタビ装置を開発した。今回の「マタタビ作戦」も彼が立案した物であり、降旗は脳という通信機を用いた「死後の世界」の探査が目的の実験だと推察していた。

## メカニック・用語
情報車・秋月
正式名称は「電子戦闘情報車」。情報軍・首都圏情報防衛軍団が保有する特殊車両で、通常の武装は装備しておらず、装甲の有無も不明だが「情報軍の“戦車”」であるとされている。装軌式か装輪式かは不明。現場までは専用のキャリアカーで搬送される。
マイクロバスほどの大きさで、車内は外部の空間からほぼ完全に隔離された電磁暗室となっている。車体全体が電磁波の吸収率を変化させられる構造となっており、この機能を用いて、マイクロ波を吸収する事によるアクティブステルスや、地形を利用して多数のゴーストを発生させるなどの事が可能。また、車体に施された微小受発光素子塗装による光学迷彩機能も有しているほか、外部の映像も受発光素子を介して司令席上の全周監視ディスプレイに表示される。そのため、通常の窓は有していない。
情報収集手段として戦術探索コンピューターと戦術支援コンピューター（他の神林作品のメカの様に機械知性体であるかは不明）を搭載しており、これと各種環境探査システムによって一つの戦闘情報システムが形成されている。これに加えて「マタタビ作戦」時には、床下の外部ユニット収納庫にマタタビ装置が搭載された。
動力は燃料電池だが、電波や太陽光なども補助エネルギー源となる。また、機器の排熱を蓄積して緊急時の加速に使用する蓄熱システムも有している。
「車内に幽霊が出る」という噂が絶えないらしい。
マタタビ装置
情報車に搭載された猫用の探査装置。八〇一開発技研隊によって開発された物で、電磁的な情報通信以外の未知の手段を用いて、脳が発する電磁波をキャッチし、意識を追跡する「有機生体システム」であるらしい。黒い円筒形のカプセルで、内部はブラックボックスとなっている。降旗は「中身は猫の脳ではないか」という仮説をたてていた。
チャネリング・ヘッド
メッセンジャーが「霊界通信機」という商品名で生前に制作していた、仮想現実に出入りするための装置。死者のデータを入力すれば、あたかも死者と話したような体験が出来る。現実の身体感覚を排除するノイズキャンセラーが装備されており、これが情報軍に危険視されることになった。
情報軍
日本が保有している軍の一つで、降旗曰く「情報・通信に関するプロ」。平事には情報収集・探査や通信の確保、有事には情報撹乱・暗号解析などを任務としている。

## 評価
ライターの中山梨花は、パソコン専門誌「MSXマガジン」1992年5月号に寄せたレビュー記事の中で、前半はややたるいが、後半には補って余るものがあると評価している。